# XLVI periodo legislativo del Congreso Nacional de Chile
El XLVI Período Legislativo del Congreso Nacional de Chile corresponde a la legislatura del Congreso Nacional, tras las elecciones parlamentarias de 1969, que estuvo conformada por los senadores y los diputados miembros de sus respectivas cámaras, que se inició el día 21 de mayo de 1969 y concluyó el 20 de mayo de 1973.
En el proceso electoral de 1969 se renovó en su totalidad la Cámara de Diputados, cuyos diputados ejercerían durante el periodo 1969-1973, y el Senado, cuyos senadores desempeñarían sus cargos, además en el siguiente periodo (1973-1977).

## Senado
El Senado de la República se conformó con 20 senadores electos desde 1965 y que ya estaban presentes desde el anterior periodo legislativo y 30 nuevos senadores correspondiente a las provincias de Tarapacá, Antofagasta, Aconcagua, Valparaíso, O’Higgins, Colchagua, Ñuble, Concepción, Arauco, Valdivia, Osorno, Llanquihue, Chiloé, Aysén y Magallanes, electos para un periodo de ocho años, dando un total de 50 senadores.
La composición del Senado en el XLVI Período Legislativo fue el siguiente:
| Agrupación | Provincias           | Senadores | Partido             | Agrupación | Provincias                 | Senadores | Partido         |
| ---------- | -------------------- | --- | ------------------- | ---------- | -------------------------- | --- | --------------- |
| 1          | Tarapacá-Antofagasta | Luis Valente Rossi Ramón Silva Ulloa Juan de Dios Carmona Peralta Osvaldo Olguín Zapata Víctor Contreras Tapia          | PCCh USOPO PDC PCCh | 6          | Curicó-Talca-Linares-Maule | Patricio Aylwin Azócar Raúl Gormaz Molina José Foncea Aedo Raúl Juliet Gómez Rafael Tarud Siwady                               | PDC PR API      |
| 2          | Atacama-Coquimbo     | Alejandro Noemi Huerta José Ignacio Palma Vicuña Hugo Miranda Ramírez Tomás Chadwick Valdés Julieta Campusano Chávez    | PDC PR PS PCCh      | 7          | Ñuble-Concepción-Arauco    | Alberto Jerez Horta Tomás Pablo Elorza Jorge Montes Moraga Humberto Aguirre Doolan Francisco Bulnes Sanfuentes                 | PDC PCCh PIR PN |
| 3          | Aconcagua-Valparaíso | Luis Bossay Leiva Pedro Ibáñez Ojeda Luis Corvalán Lepez Benjamín Prado Casas Hugo Ballesteros Reyes                    | PIR PN PCCh PDC     | 8          | Biobío-Malleco-Cautín      | Luis Fernando Luengo Escalona Julio Durán Neumann Alberto Baltra Cortés Renán Fuentealba Moena Ricardo Ferrando Keun           | PSD DR PR PDC   |
| 4          | Santiago             | Rafael Agustín Gumucio Vives Tomás Reyes Vicuña José Musalem Saffie Carlos Altamirano Orrego Volodia Teitelboim Volosky | MAPU PDC PS PCCh    | 9          | Valdivia-Osorno-Llanquihue | Américo Acuña Rosas Julio von Mühlenbrock Lira Luis Papic Ramos Narciso Irureta Aburto Aniceto Rodríguez Arenas                | PIR PN PDC PS   |
| 5          | O’Higgins-Colchagua  | Víctor García Garzena Anselmo Sule Candia Rafael Moreno Rojas Ricardo Valenzuela Sáez María Elena Carrera Villavicencio | PN PR PDC PS        | 10         | Chiloé-Aysén-Magallanes    | Fernando Ochagavía Valdés Adonis Sepúlveda Acuña Raúl Morales Adriasola Juan Hamilton Depassier Alfredo Macario Lorca Valencia | PN PS PR PDC    |

### Presidentes del Senado
| Inicio              | Término             | Presidente | Presidente                | Partido | Partido |
| ------------------- | ------------------- | ---------- | ------------------------- | ------- | ------- |
| 15 de mayo de 1969  | 12 de enero de 1971 |            | Tomás Pablo Elorza        |         | PDC     |
| 12 de enero de 1971 | 22 de mayo de 1972  |            | Patricio Aylwin Azócar    |         | PDC     |
| 22 de mayo de 1972  | 15 de mayo de 1973  |            | José Ignacio Palma Vicuña |         | PDC     |
| 15 de mayo de 1972  | 23 de mayo de 1973  |            | Américo Acuña Rosas       |         | PIR     |

## Cámara de Diputados
La Cámara de Diputados está compuesta por 150 legisladores electos para un periodo de 4 años y reelegibles para el periodo inmediato. Los 150 diputados fueron elegidos mediante voto directo a través del Método D'Hondt por cada uno de los distritos electorales del país.
La composición de la Cámara de Diputados en el XLVI Período Legislativo fue la siguiente:
| Agrupación | Departamentos                                       | Diputados | Partido                                                    | Agrupación | Departamentos                                 | Diputados | Partido                |
| ---------- | --------------------------------------------------- | --- | ---------------------------------------------------------- | ---------- | --------------------------------------------- | --- | ---------------------- |
| 1          | Arica-Iquique-Pisagua                               | Vicente Atencio Cortés Arturo Carvajal Acuña Bernardino Guerra Cofré Humberto Palza Corvacho | PCCh PN PDC                                                | 16         | Linares-Parral-Loncomilla                     | Sergio Diez Urzúa Jaime Concha Barañao Jorge Ibáñez Vergara Guido Castilla Hernández | PN PDC PR PDC          |
| 2          | Antofagasta-Tocopilla-El Loa-Taltal                 | Mario Riquelme Muñoz Pedro Araya Ortiz Eduardo Clavel Amión Juan Floreal Recabarren Juan Bautista Argandoña Cortés Rubén Soto Gutiérez Hugo Robles Robles | PCCh PDC PR PDC PR PCCh                                    | 17         | Itata-San Carlos                              | César Fuentes Venegas Tomás Iribarra de la Torre Germán Riesco Zañartu | DC PR PN               |
| 3          | Copiapó-Chañaral-Freirina-Huasco                    | Raúl Armando Barrionuevo Manuel Magalhaes Medling | PDC PR                                                     | 18         | Chillán-Bulnes-Yungay                         | Alberto Jaramillo Bórquez Lautaro Vergara Osorio Hugo Álamos Vásquez Abel Jarpa Vallejos Osvaldo Basso Carvajal | PDC PN PR              |
| 4          | La Serena-Elqui-Coquimbo-Ovalle-Combarbalá-Illapel  | Mario Torres Peralta Amanda Altamirano Guerrero Clemente Fuentealba Caamaño Julio Alberto Mercado Illanes Fernando Vargas Peralta Marino Penna Miranda Luis Aguilera Báez | PDC PCCh PR PN PDC PS                                      | 19         | Concepción-Talcahuano-Tomé Yumbel             | Arturo Frei Bolívar Mario Mosquera Roa Mariano Ruiz-Esquide Jara Duberildo Jaque Araneda Fernando Agurto Ramírez Luis Fuentealba Medina Rufo Ruiz Esquide Espinoza Tomás Solís Nova Gerardo Espinoza Carrillo                  | PDC PR PCCh PN PCCh PS |
| 5          | Petorca-La Ligua-San Felipe-Los Andes               | Eduardo Cerda García Félix Iglesias Cortés Jorge Godoy Matte | PDC PN                                                     | 20         | Arauco-Lebu-Cañete                            | Claudio Huepe García Renato Laemmermann Monsalves | PDC PR                 |
| 6          | Valparaíso-Quillota-Casablanca-Limache              | Óscar Marín Socías Telesforo Barahona Ceballos Gustavo Cardemil Alfaro Osvaldo Giannini Íñiguez Luis Guastavino Córdova Carlos Andrade Vera Manuel Cantero Prado Gustavo Lorca Rojas Aníbal Scarella Calandroni Antonio Tavolari Vásquez Jorge Santibáñez Ceardi Eduardo Sepúlveda Muñoz | PDC PR PDC PCCh PN PS PDC                                  | 21         | Laja-Nacimiento-Mulchén-Los Ángeles           | Mario Sharper Carte Luis Tejeda Oliva Mario Ríos Santander Pedro Stark Troncoso | PR PCCh PN PDC         |
| 7          | Santiago (1.er. Distrito Metropolitano)             | Bernardo Leighton Guzmán Mireya Baltra Moreno Fernando Sanhueza Herbage Wilna Saavedra Cortés Silvia Alessandri Luis Pareto González Miguel Luis Amunátegui Johnson Luis Figueroa Mazuela Mario Arnello Romo Héctor Valenzuela Valderrama Erich Schnake Silva Carlos Morales Abarzúa Gustavo Monckeberg Barros Engelberto Frías Rafael Señoret Lapsley Luis Maira Aguirre José Cademartori Carmen Lazo Carrera | PDC PCCh PDC PN PDC PN PCCh PN PDC PS PR PN PR PDC PCCh PS | 22         | Angol-Collipulli-Traiguén-Victoria-Curacautín | Roberto Muñoz Barra Carlos Sívori Alzérreca Osvaldo Temer Oyarzún Gabriel de la Fuente Cortés Patricio Phillips Peñafiel Camilo Salvo Inostroza                                                                                | PR PDC PN PR           |
| 8          | Santiago (2.do. Distrito Metropolitano)-Talagante   | Laura Allende Gossens Gladys Marín Millié Fernando Buzeta González Blanca Retamal Contreras José Manuel Tagle Valdés | PS PCCh PDC PN                                             | 23         | Temuco-Lautaro-Imperial-Villarrica            | Pedro Urra Veloso Pedro Alvarado Páez Sergio Merino Jarpa Jorge Lavandero Illanes Edmundo Salinas Clavería Víctor Carmine Zúñiga Hardy Momberg Roa Gregorio García Sabugal Samuel Fuentes Andrades Óscar Schleyer Springmuller | PDC PCCh PN PR PN      |
| 9          | Santiago (3.er. Distrito Metropolitano)-Puente Alto | Alberto Zaldívar Larraín Julio Silva Solar Gustavo Alessandri Valdés Orlando Millas Correa Mario Palestro Rojas | DC PDC PN PC PS                                            | 24         | Valdivia-La Unión-Río Bueno                   | Eduardo Koenig Carrillo Pabla Toledo Obando Agustín Acuña Méndez Jorge Sabat Gozalo Hernán Olave Verdugo | DC PDC PN PS           |
| 10         | Melipilla-San Antonio-San Bernardo-Maipo            | Pedro Nolasco Videla Riquelme Andrés Aylwin Azócar Juan Acevedo Pavez Jaime Bulnes Sanfuentes José Matías Núñez Malhue | PDC DC PCCh PN PS                                          | 25         | Osorno-Río Negro                              | Mario Hurtado Chacón Pedro Jáuregui Castro Pedro Felipe Ramírez | PR PS PDC              |
| 11         | Rancagua-Caupolicán-San Vicente-Cachapoal           | Ricardo Tudela Barraza José Monares Gómez Jorge Insunza Becker Patricio Mekis Spikin Héctor Olivares Solís Santiago Ureta Mackenna | PDC PCCh PN PS PN                                          | 26         | Llanquihue-Puerto Varas-Maullín-Calbuco       | Evaldo Klein Doener Sergio Páez Verdugo Luis Espinoza Villalobos | PN PDC PS              |
| 12         | San Fernando-Santa Cruz-Colchagua                   | Anatolio Salinas Navarro Héctor Ríos Ríos Fernando Maturana Erbetta Joel Marambio Páez | PDC PR PN PS                                               | 27         | Ancud-Castro-Quinchao-Palena                  | René Tapia Salgado Orlando Del Fierro Demartini Manuel Ferreira Guzmán | PN PDC PR              |
| 13         | Curicó-Mataquito                                    | Luis Undurraga Correa Carlos Garcés Fernández Héctor Campos Pérez | PN PDC PR                                                  | 28         | Aysén-Coyhaique-General Carrera-Baker         | Baldemar Carrasco Muñoz Leopoldo Ortega Rodríguez | PDC PCCh               |
| 14         | Talca-Curepto-Lontué                                | Emilio Lorenzini Gratwohl Silvio Rodríguez Villalobos Gustavo Ramírez Vergara Jorge Cabello Pizarro Alejandro Toro Herrera | PDC PN PR PCCh                                             | 29         | Magallanes-Tierra del Fuego-Última Esperanza  | Tolentino Pérez Soto Carlos González Jaksic | PDC PS                 |
| 15         | Constitución-Cauquenes-Chanco                       | Alberto Naudón Abarca Juan Valdés Rodríguez Osvaldo Vega Vera | PR PDC PN                                                  |            |                                               | |                        |

### Presidentes de la Cámara de Diputados
| Inicio                   | Término                  | Presidente | Presidente                    | Partido | Partido |
| ------------------------ | ------------------------ | ---------- | ----------------------------- | ------- | ------- |
| 15 de mayo de 1969       | 9 de septiembre de 1969  |            | Héctor Valenzuela Valderrama  |         | PDC     |
| 9 de septiembre de 1969  | 16 de septiembre de 1969 |            | Julio Silva Solar             |         | MAPU    |
| 16 de septiembre de 1969 | 12 de mayo de 1970       |            | Julio Alberto Mercado Illanes |         | DR      |
| 12 de mayo de 1970       | 20 de julio de 1971      |            | Jorge Ibáñez Vergara          |         | PR      |
| 20 de mayo de 1971       | 29 de mayo de 1973       |            | Fernando Sanhueza Herbage     |         | PDC     |